# خواب لیلا
خواب لیلا فیلمی به کارگردانی مهرداد میرفلاح، نویسندگی شاهرخ دولکو و تهیه‌کنندگی حبیب‌الله شیرازیان در ژانر وحشت محصول سال ۱۳۸۶ است.

## خلاصه فیلم
قصه دختری ۲۶ ساله است که به تنهایی در خانه به ارث رسیده از پدر و مادرش زندگی می‌کند… او مدتی است که توسط دختری شش ساله که از قدرت خارق‌العاده‌ای برخوردار است مورد حمله‌های وحشیانه قرار می‌گیرد. دکتر پوریا عقیده دارد تنها راه رهایی وی جستجو در گذشته‌های فراموش شده دوران کودکی اوست. این جستجو به جایی نمی‌رسد تا در نهایت او را به دکتر سهرابی می‌سپارند تا لیلا را در یک سفر درونی برای ملاقات با ضمیر ناخودآگاهش ببرد.

## بازیگران
| بازیگر          | نقش         |
| --------------- | ----------- |
| لیلا زارع       | لیلا        |
| پژمان بازغی     | دکتر سهرابی |
| فاطمه معتمدآریا | خاله        |
| ماهایا پطروسیان | زن خیابانی  |
| پرویز پورحسینی  | دکتر        |
| فرخ نعمتی       | شوهر خاله   |
| شیوا ابراهیمی   | دوست لیلا   |
| محسن قاضی مرادی | رمال        |

## جایزه و جشنواره
- نامزد تندیس بهترین صداگذاری و میکس / مسعود بهنام / دوازدهمین جشن سینمای ایران / ۱۳۸۷
- نامزد تندیس بهترین طراحی صحنه و لباس / ایرج رامین‌فر / دوازدهمین جشن سینمای ایران / ۱۳۸۷
- نامزد تندیس بهترین جلوه‌های ویژه / محسن روزبهانی / دوازدهمین جشن سینمای ایران / ۱۳۸۷
- برنده تندیس بهترین جلوه‌های ویژه بصری / امیر سحرخیز / دوازدهمین جشن سینمای ایران / ۱۳۸۷

## بن‌مایه
- خواب لیلا در بانک جامع اطلاعات سينماى ايران